# Diskretna matematika
Diskretna matematika je področje matematike, ki proučuje diskretne strukture. Predmet proučevanja so objekti, ki se ne spreminjajo zvezno, ampak lahko zavzamejo samo posamezne vrednosti. Takšni objekti so cela števila, grafi in trditve v logiki. Diskretna matematika torej ne obravnava področij, kot so izračunavanja in matematična analiza. Obravnava samo števne množice, ki jih lahko oštevilčimo s celimi števili. 
Natančnega obsega področij, ki jih obravnava diskretna matematika, ni natančno določena. Množica objektov, ki jih ta veja matematike obravnava, je lahko končna ali pa neskončna. Del matematike, ki obravnava končne množice, se imenuje končna matematika
Nasprotje diskretni matematiki je zvezna matematika, ki obravnava gladke in topološke strukture. 

## Področja diskretne matematike
Diskretna matematika pokriva izredno veliko precej različnih področij. Med njimi so najbolj pogosta:
- teoretično računalništvo
- teorija informacij
- logika
- teorija množic
- kombinatorika
- teorija grafov
- diskretna porazdelitev
- abstraktna algebra
- račun končnih razlik
- diskretna analiza
- diskretna geometrija
- topologija
- operacijske raziskave
- teorija števil